# Veselá (ort i Tjeckien, Vysočina)
Veselá är en ort i Tjeckien.   Den ligger i regionen Vysočina, i den centrala delen av landet, 100 km sydost om huvudstaden Prag. Veselá ligger 628 meter över havet och antalet invånare är 234.
Terrängen runt Veselá är platt. Runt Veselá är det ganska tätbefolkat, med 54 invånare per kvadratkilometer. Närmaste större samhälle är Pelhřimov, 12,5 km norr om Veselá. Omgivningarna runt Veselá är en mosaik av jordbruksmark och naturlig växtlighet.